# 上村陽道
上村 陽道（うえむら　ようどう、1947年 - ）は、着物、紙布作家、陶芸家。京都府出身。

## 人物
織元であった両親の間に生まれ、幼少の頃より機織に親しみ育つ。手漉和紙に墨絵を描き、それを細く裁断した糸を緯糸に、経糸に絹糸を織り込む技法で、「墨彩紙布」という帯を創作。以来、様々なタイプの紙布の着物と帯を創作、発表。同時に、京焼の陶器を全国で発表。

## 略歴
- 1965年：西陣織元にて見習い修行を始める。その後、多数の西陣織帯をデザイン、発表する。
- 1975年：陶芸家芦田直人に師事。
- 1980年：陶芸家梅原武平の下で作陶。
- 1992年：陶房「陽道庵」を開窯。かねてから試作中であった紙布織りを発表。
- 2007年：「陽道庵」を京都陽道庵と改める。陶器、紙布織りを全国で発表。